# シェイラ・カストロ
シェイラ・カストロ（Sheilla Tavares De Castro、1983年7月1日 - ）は、ブラジルの元女子バレーボール選手。元ブラジル代表。

## 来歴
ベロオリゾンテ出身。2002年にブラジル代表入り。同年の世界選手権にて世界三大大会デビューした。2003年にも代表として活躍するも、アテネ五輪のブラジル代表から外れる。
安定したプレーが特徴で、2005年の世代交代に伴いブラジルの中枢を担うことになった。2年ぶりに代表へ復帰し、2005年ワールドグランドチャンピオンズカップ、2006年ワールドグランプリでMVPを受賞した。世界選手権に出場し、順当に決勝へ進出したが、エカテリーナ・ガモワ率いるロシア代表にフルセットで敗戦し、銀メダルとなった。
2008年の北京オリンピックで金メダルを獲得した。ワールドグランプリ2009にて全勝優勝の立役者として大会MVPに輝いた。
2010年10-11月の世界選手権でも再び決勝でロシアと対戦したが、2大会連続の準優勝となった。ワールドカップ2011に出場したが、チームは5位とメダルなしに終わった。
2012年のロンドンオリンピックでも、ベストサーバーに輝き、チーム2連覇に大きく貢献した。
2013年はFIVBワールドグランプリ、グラチャンなど出場したすべての国際大会で優勝を果たした。2016年、ワールドグランプリで金メダルを獲得した。同年8月に開催されたリオ五輪では5位となった。
リオ五輪後は現役から離れていたが2019年に現役復帰し、同年のワールドカップに3年ぶりの代表復帰を果たした。
2022年に現役引退。

## 球歴
- オリンピック - 2008年、2012年、2016年
- 世界選手権 - 2002年、2006年、2010年、2014年
- ワールドカップ - 2007年、2011年、2019年
- ワールドグランドチャンピオンズカップ - 2005年、2009年、2013年
- ワールドグランプリ - 2005年、2006年、2007年、2008年、2009年、2010年、2011年、2012年、2013年、2014年、2016年

## 受賞歴
- 2005年 グラチャン MVP
- 2006年 ワールドグランプリ MVP
- 2009年 ワールドグランプリ MVP
- 2011年 パンアメリカンカップ MVP
- 2011年 南米選手権 MVP
- 2012年 ロンドン五輪 ベストサーバー賞
- 2014年 ワールドグランプリ ベストオポジット賞[2]
- 2014年 世界選手権 ベストオポジット賞
- 2016年 ワールドグランプリ ベストアウトサイドヒッター賞[3]

## 所属クラブ
- Mackenzie Esporte Clube （1997-2000年）
- MRV/Minas （2001-2004年）
- スカボリーニ・ペーザロ （2004-2008年）
- São Caetano E.C./Blausiegel （2008-2010年）
- レクソーナ・アデス（2010-2012年）
- オザスコ（2012-2014年）
- ワクフバンク（2014-2016年）
- ジェルダウ・ミナス（2019-2020年）
- アスリーツ・アンリミテッド（2020-2022年）